# (5807) Mshatka
(5807) Mshatka (1986 QA4) – planetoida z pasa głównego asteroid okrążająca Słońce w ciągu 5,33 lat w średniej odległości 3,05 j.a. Odkryta 30 sierpnia 1986 roku.